# Saint-Maurice-de-Rémens
Saint-Maurice-de-Rémens è un comune francese di 706 abitanti situato nel dipartimento dell'Ain della regione dell'Alvernia-Rodano-Alpi.

## Società

### Evoluzione demografica
Abitanti censiti